# Rice Stadium
Rice Stadium är en arena för amerikansk fotboll som ligger på Rice Universitys campus i Houston i Texas. Den byggdes som hemmaplan för universitets lag i college football, Rice Owls, 1950.
Arenen används ofta för matcher i amerikansk fotboll mellan high schoollag, i synnerhet när slutspel ska avgöras på neutral plan. Rice Stadium var värd för finalmatchen i högsta professionella ligan, Super Bowl VIII, som spelades 1974.

## Historik
Rice Stadium ersatte stadion Rice Field för matcher i amerikansk fotboll. Rice Field bytte senare namn till Wendel D. Ley Track och Holloway Field och används fortfarande (2022), i första hand för universitets friidrottslag.
Den gamla arenan hade plats för 37 000 personer när den nya stadion byggdes med platser för 70 000. Byggnaden subventionerades av staden Houston, och den designades av Hermon Lloyd & WB Morgan och Milton McGinty och byggdes av Brown och Root.
Arkitektoniskt är Rice Stadium ett exempel på modernism, med enkla linjer och en osmyckad, funktionell formgivning. Den nedersta sittplatsraden ligger under marknivån. Arenan är konstruerad och byggd som en arena enkom för amerikansk fotboll och i stort sett ingen plats har skymd sikt. Entréer och gångar är strategiskt placerade och hela stadion kunde tömmas på åskådare på nio minuter.
När stadion byggdes hade inte Houston något professionellt lag i högsta ligan, och universitets lag kunde fylla arenan. Houston Oilers bildades 1960 och det blev svårare för Rice University att konkurrera och tävla mot universitet som tio gånger så stora eller mer, 
År 2006 täcktes sätena i slutzonen med presenningar, vilket minskade sittkapaciteten till 47 000, vilket kan byggas ut. Vid full kapacitet är det större än det totala antalet av Rices levande alumner.
År 2006 uppgraderade Rice University anläggningen genom att byta från AstroTurf till FieldTurf och lägga till en modern resultattavla ovanför den norra hallen. Sittplatserna på övre däck är i dåligt skick, vilket ledde till att universitetet flyttade hemmamatcher med stor publik till närliggande NRG Stadium, hemmaarena för Houston Texans. 